# Birchwood, Wisconsin
Birchwood är en ort i Washburn County i delstaten Wisconsin, USA.